# Dodenboek van Hoenefer
Het Dodenboek van Hoenefer is een papyrusrol met daarop geheimzinnige teksten en afbeeldingen. Het Dodenboek werd Hoenefer meegegeven in de dood om hem naar de onderwereld te begeleiden en helpen. Het bevat informatie in die hem doorheen de beproevingen, die doorstaan moeten worden om het eeuwige leven in de onderwereld te bereiken, moeten helpen. Het geloof dat deze tekeningen en teksten zullen helpen komt uit de oude Egyptische opvatting dat wat geschreven staat waar is. Het dodenboek dateert van circa 1300 v.Chr. tijdens de 19e dynastie en behoorde aan Hoenefer, een rentmeester onder farao Sethi I, toe.

## Het pad naar de onderwereld

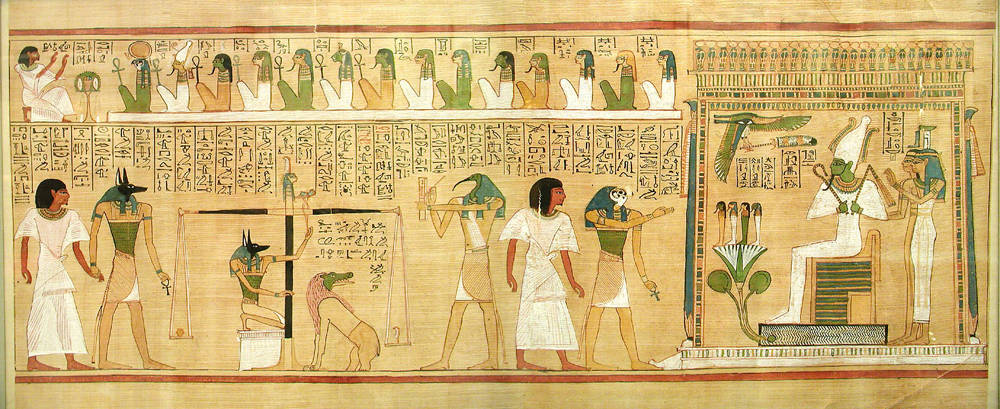
Afbeelding van het dodenboek van Hoenefer

Op deze afbeelding kan je duidelijk de verschillende stappen in de weg naar het hiernamaals zien. Hoenefer is te herkennen aan zijn witte kleding en zwart haar.
De negatieve biecht zien we bovenaan de afbeelding. We zien Hoenefer, de linkse figuur, de negatieve biecht afleggen tegenover 42 Egyptische goden, voorgezeten door Ra, die tegenover Hoenefer te zien is. Tijdens de negatieve biecht moet Hoenefer 42 zonden opnoemen die hij tijdens zijn leven niet begaan heeft.

### De weegschaal
De tweede stap is de weegschaal, dit kan je zien onder de negatieve biecht zien. Nadat Hoenefer door Anubis, de god met de jakhalskop, naar de weegschaal is begeleid, wordt zijn hart op de weegschaal gelegd tegenover een veer, het teken van Maät, de waarheid. Hier wordt getest of Hoenefer tijdens de negatieve biecht de waarheid heeft gesproken. Als dit niet het geval is slaat de weegschaal door en wordt het hart van Hoenefer gevoed aan Ammut, de verslindster, die de kop van een krokodil, het middelste van een leeuw en het achterste van een nijlpaard heeft. Als dit gebeurt zal Hoenefer voor een tweede maal sterven en is het dit keer definitief. Indien De weegschaal niet doorslaat mag Hoenefer doorgaan tot bij Osiris. De uitslag wordt hoe dan ook genoteerd door Thot, de god met de ibiskop.

### Hoenefer wordt voor Osiris gebracht
Hoenefer doorstaat de proef met de weegschaal en wordt door Horus, de god met de valkenkop, tot voor Osiris gebracht. Dit is rechtsonder op de afbeelding te zien. Daar wordt Hoenefer verenigd met Osiris, de god van het hiernamaals en kan hij voor eeuwig leven.